# DDR-Eishockeymeisterschaft 1951/52
Die DDR-Eishockeymeisterschaft 1951/52 wurde im Winter 1951/52 ausgetragen. Ursprünglich war eine Liga-Aufstockung auf sechs Teilnehmer geplant, schließlich nahmen sieben Teams teil, da die BSG Fortschritt Apolda – beim eigentlichen Qualifikationsturnier nicht angetreten – während der Saison nachträglich nominiert wurde. Nach dem achten Spieltag und bis dato fünf absolvierten Partien wurde jedoch die Mannschaft zurückgezogen.

## Meistermannschaft
| Chemie Weißwasser | Hans Mack – Kurt Stürmer, Günter Schischefski, Wolfgang Blümel, Willi Herrmann, Heinz Lachmann, Siegfried Mann, Paul Mann, Wolfgang Nickel, Herbert Schindler, Herbert Tschätsch |

## Liga
Entscheidungsspiel:
| 5. Mai 1952 | BSG Chemie Weißwasser | 6:5 n. V. (1:0, 1:2, 1:1 – 3:1, 0:1) Spielbericht | BSG Wismut Erz Frankenhausen | Werner-Seelenbinder-Halle, Berlin |

| Pl. | Verein                         | Sp.  | S  | U | N  | Tore    | Punkte |
| --- | ------------------------------ | ---- | -- | - | -- | ------- | ------ |
| 1.  | BSG Chemie Weißwasser 1 (M)    | 12   | 11 | - | 1  | 112:018 | 22:02  |
| 2.  | BSG Wismut Erz Frankenhausen 2 | 12   | 11 | - | 1  | 095:030 | 22:02  |
| 3.  | BSG Fortschritt Crimmitschau 3 | 12   | 6  | 1 | 5  | 058:051 | 13:11  |
| 4.  | BSG Einheit Dresden Süd (N)    | 12   | 6  | - | 6  | 032:047 | 12:12  |
| 5.  | BSG Einheit Berliner Bär 4     | 12   | 5  | 1 | 6  | 053:067 | 11:13  |
| 6.  | SG DVP Berlin (N)              | 12   | 2  | - | 10 | 031:141 | 04:20  |
| 7.  | BSG Fortschritt Apolda (N)     | 12 5 | -  | - | 12 | 09:031  | 00:24  |

| (M) | Titelverteidiger |
| (N) | Neuling          |

## Aufstiegsturnier zur Liga 1952/53
Ab der folgenden Saison wurde der DDR-Meister in der Oberliga ermittelt, die bisherige Bezeichnung „Liga“ war fortan einer zweiten Spielklasse unterhalb der Oberliga vorbehalten. Das Turnier der Landesmeister (außer Mecklenburg) wurde nachträglich zum Aufstiegsturnier für diese zweite Spielklasse deklariert, nachdem ursprünglich um die beiden freigewordenen Oberligaplätze gespielt werden sollte.
| Pl. | Verein                                    | Sp. | S | U | N | Tore  | Punkte |
| --- | ----------------------------------------- | --- | - | - | - | ----- | ------ |
| 1.  | BSG Motor Treptow (LM Berlin)             | 4   | 4 | - | - | 26:10 | 08:0   |
| 2.  | BSG Einheit Schönheide (LM Sachsen)       | 4   | 2 | 1 | 1 | 35:14 | 05:03  |
| 3.  | BSG Chemie Granschütz (LM Sachsen-Anhalt) | 2   | 1 | 1 | - | 23:18 | 05:03  |
| 4.  | BSG Turbine Erfurt (LM Thüringen)         | 4   | 1 | - | 3 | 23:17 | 02:06  |
| 5.  | BSG Stahl Fürstenberg (LM Brandenburg)    | 4   | - | - | 4 | 07:55 | 00:08  |